# Es wartet alles auf dich
Es wartet alles auf dich (Tous attendent de toi) (BWV 187) est une cantate religieuse de Johann Sebastian Bach composée à Leipzig en 1726.

## Histoire et  livret
Bach écrivit la cantate au cours de son troisième cycle annuel en 1726 à l'occasion du septième dimanche après la Trinité. Pour cette destination liturgique, trois autres cantates ont franchi le seuil de la postérité : les BWV 54, 107 et 186. Il la dirigea trois fois, la première le 4 août 1726, une deuxième fois entre 1735 et 1740 et une troisième fois le 26 juillet 1749. Les lectures prescrites pour ce dimanche étaient tirées de Rom. 6, 19–23, « le gage du pêché est la mort, mais le présent de Dieu est la vie éternelle » et Marc. 8, 1–9, la multiplication des pains. Le chœur d'ouverture est basé sur le psaume 104 27–28, en relation directe avec les lectures. La deuxième partie s'ouvre sur une aria de basse, Mat. 6, 31–32 du sermon sur la montagne. La cantate se clôt par les strophes 4 et 6 du choral de Hans Vogel, Singen wir aus Herzensgrund (1563). L'auteur des autres mouvements est inconnu, Walther Blankenburg suggère Christoph Helm. Le poète paraphrase d'autres versets du psaume 104 et dans le troisième mouvement du psaume 65, 12.
Bach utilisa la musique de quatre mouvements, le chœur d'ouverture et les arias pour des mouvements du Gloria de sa Messe en sol mineur BWV 235.

## Structure et instrumentation
La cantate est écrite pour deux hautbois, deux violons, alto et basse continue avec trois voix solistes soprano, alto, basse et chœur à quatre voix.
Il y a sept mouvements :
Première partie
1. chœur : Es wartet alles auf dich
2. récitatif (basse) : Was Kreaturen hält, das große Rund der Welt
3. aria (alto, hautbois) : Du, Herr, du krönst allein das Jahr
Deuxième partie
4. aria (basse, violons) : Darum sollt ihr nicht sorgen
5. aria (soprano, hautbois) : Gott versorget alles Leben
6. récitatif (soprano, strings) : Halt ich nur fest an ihm
7. choral : Gott hat die Erde zugericht

## Musique
Bach réalise une unité formelle dans le chœur d'ouverture mais, à la façon d'un motet, conserve l'identité des quatre idées du texte. Les motifs de la sinfonia instrumentale de 28 mesures se répètent tout au long du mouvement créant ainsi l'unité. Es wartet alles auf dich (a) est exprimé en libre polyphonie insérée dans la musique instrumentale, puis répété avec daß du ihnen Speise gibest (b) en polyphonie libre avec une imitation en canon de deux thèmes, les instruments jouant pour l'essentiel colla parte, puis a et b se répètent dans une partie de la sinfonia qui se poursuit  avec les instruments. Dans la deuxième section, Wenn du ihnen gibest ... (c) sert de thème à une fugue chorale, dont Wenn du deine Hand auftust ... (d) est le contre sujet. Les instruments jouent d'abord colla parte puis ajoutent des motifs tirés de la sinfonia. Dans la troisième section qui conclut, tout le texte est répété au sein d'une partie de la sinfonia.
La première aria loue Dieu, le pourvoyeur de vie, accompagnée par l'ensemble de l'orchestre sur un rythme dansant, avec des groupements irréguliers de mesures dans les ritournelles.
Dans le quatrième mouvement, la parole de la Bible (du Sermon sur la montagne) est attribuée à la basse en tant que Vox Christi (la voix du  Christ), accompagnée par les violons à l'unisson et le continuo qui prend également part à leurs motifs.
L'aria de soprano présente deux visages contrastés, le premier accompagné de formelles notes prolongées et une ample mélodie du hautbois solo, le second, indiqué un poco allegro, de nouveau dansant. Seuls les instruments répètent les notes prolongées du début. Les derniers mots du soliste dans le récitatif sont accompagnés par les cordes, comme l'est la Vox Christi dans la Passion selon saint Matthieu.
Le choral final est une disposition en quatre parties du chœur et de l’orchestre.

## Source
- (en) Cet article est partiellement ou en totalité issu de l’article de Wikipédia en anglais intitulé « Es wartet alles auf dich, BWV 187 » (voir la liste des auteurs).